# 棒曲霉
棒曲霉（学名：Aspergillus clavatus）是属于散囊菌目发菌科曲霉属的一种真菌，可生长在土壤、霉果皮、动物粪等基物上。该种分布于中国、阿根廷、孟加拉国、巴西、埃及、希腊、印度、意大利、科特迪瓦、牙买加、日本、利比亚、尼日利亚、巴布亚新几内亚、南非、斯里兰卡、泰国、土耳其、英国、美国等地。